# Kirby's Dream Land
Kirby's Dream Land, conosciuto in Giappone con il titolo di Hoshi no Kirby (星のカービィ?, Hoshi no Kābī, lett. "Kirby delle Stelle"), è un videogioco a piattaforme sviluppato da HAL Laboratory e pubblicato da Nintendo per la prima volta in Giappone il 27 aprile 1992 per la console portatile Game Boy. È il primo titolo della serie Kirby e segna il debutto del protagonista omonimo.
L'idea alla base del titolo era quella di realizzare un videogame semplice e intuitivo, pensato da Masahiro Sakurai per chi non aveva familiarità con le meccaniche dei giochi d'azione; non mancò tuttavia di tenere in considerazione i giocatori più esperti e infatti inserì alcune sfide opzionali, come ad esempio una difficoltà avanzata sbloccabile e la possibilità di modificare i punti vita massimi di Kirby e il numero iniziale di vite. La squadra di sviluppo aveva inizialmente creato lo sprite del personaggio soltanto come prototipo temporaneo, ma se ne affezionò a tal punto da adottarlo come design definitivo.
Kirby's Dream Land è stato un successo sia critico che commerciale, raccogliendo elogi per la qualità e gli aspetti innovativi, ma raccoglienzo critiche per l'eccessiva facilità, e registrando nel 2011 il superamento delle 5 milioni di copie vendute. Fu ripubblicato su Nintendo 3DS tramite Virtual Console quello stesso anno e incluso nell'antologia Kirby's Dream Collection per Wii del 2012, uscita per celebrare il 20º anniversario di Kirby.

## Trama
Nel pianeta Popstar, molto lontano dalla Terra, si trova Dream Land, un regno magico i cui abitanti vivono in pace e serenità, divertendosi a giocare con le loro Stelle Scintillanti. Una notte il malvagio e ingordo King Dedede discende dalla sua montagna assieme ad un manipolo di sgherri e ruba tutto il cibo e le Stelle del luogo. Kirby, un essere rotondeggiante di colore rosa, decide quindi di fronteggiare il nemico e di riportare a Dream Land tutto ciò che è stato trafugato. Il suo cammino è però costellato di numerosi nemici, come Waddle Dee e il primo boss, Whispy Woods, divenuti poi iconici dell'intera serie videoludica.

## Modalità di gioco

Schermata di gioco: Kirby, giunto alla fine della Verde Aiuola, combatte contro Whispy Woods.

Kirby's Dream Land è un videogioco a piattaforme a scorrimento orizzontale, con elementi tipici degli shoot 'em up e degli altri titoli analoghi dell'era dei dispositivi a 8 e 16 bit. L'obiettivo del giocatore è quello di raggiungere la fine di ogni schema evitando gli ostacoli e sconfiggendo nemici di vario tipo.
I livelli, caratterizzati da ambienti sia all'aperto che al chiuso, sono realizzati su un piano bidimensionale, consentendo al personaggio di muoversi solo a sinistra, a destra, in alto e in basso. Alla fine di ogni stage è presente un boss, che, se sconfitto, cede un frammento di Stella Scintillante e consente l'accesso al livello successivo.
Kirby ha la possibilità di volare, inghiottendo aria, e di aspirare avversari e oggetti, che poi può o semplicemente inghiottire o sparare come proiettili a forma di stella, in grado di causare danni ad altri nemici o distruggere blocchi. Durante il percorso, disseminati per il livello, sono presenti diversi cibi, che ripristinano la vita oppure forniscono da power-up: per esempio il Pomodoro Maxim permette di curare i danni subiti e il Curry Superpiccante di sputare fuoco per un breve periodo di tempo.
Il giocatore accumula punti sconfiggendo avversari e raccogliendo degli oggetti: raggiunto un determinato punteggio riceve una vita extra. Tuttavia, non è presente una funzione di salvataggio, pertanto non è possibile registrare i punteggi. Una volta terminato il gioco, è possibile sbloccare la "Modalità Extra", ovvero una versione più difficile dei livelli già affrontati.

## Colonna sonora
La colonna sonora venne composta da Jun Ishikawa in collaborazione con Hirokazu Ando ed è costituita da diciannove brani «brevi, ripetitivi e allegri», pensati per fornire al giocatore tutte le informazioni possibili riguardo ai vari livelli. È possibile ascoltarla nel "Sound Test", apposita sezione di Kirby's Dream Land a cui si accede premendo una determinata combinazione di pulsanti nella schermata del titolo, contenente non soltanto la musica, ma anche i vari effetti sonori del gioco. Le tracce sono:
1. Bubbly Clouds
2. Green Greens
3. Invincible
4. Game Over
5. Sparkling Star
6. Welcome to Dream Land
7. Float Islands
8. Done In
9. Boss Theme
10. Sweet Potato Shooting
11. Kirby Dance
12. A New Wind of Tomorrow
13. Castle Lololo
14. Green Greens (no intro)
15. Float Islands (no intro)
16. Bubbly Clouds (no intro)
17. Castle Lololo (no intro)
18. Mt. Dedede
19. Entrance

Green Greens e Welcome to Dreamland vennero inseriti nell'antologia Kirby's Dream Collection Soundtrack, che raccoglie i migliori brani dei videogiochi compresi in Kirby's Dream Collection Special Edition, edita nel 2012.
Ishikawa sarebbe diventato il compositore ufficiale di molti dei capitoli della saga di Kirby, ri-arrangiando alcuni pezzi anche per la serie di Super Smash Bros., come ad esempio quello dello stage "Dream Land" in Super Smash Bros. (1999) o "Verde Aiuola" in Super Smash Bros. Melee (2001).

## Sviluppo

Immagine di Kirby che aspira. In questo gioco poteva risucchiare i nemici e sputarli, ma non era in grado di ottenere altre abilità.

Kirby's Dream Land fu realizzato per soddisfare la richiesta di Nintendo che voleva produrre «un gioco che tutti avrebbero potuto apprezzare» per il Game Boy, sotto la direzione di Masahiro Sakurai di HAL Laboratory, casa di sviluppo in quel periodo sull'orlo della bancarotta, il quale desiderava creare un «simpatico personaggio principale che ogni persona avrebbe adorato».
Sakurai realizzò una demo del gioco usando un kit di sviluppo Twin Famicom, senza la tastiera e con solo una trackball in grado di selezionare pochi caratteri, che poi presentò alla Nintendo. L'azienda ne rimase soddisfatta, visto che corrispondeva al gioco divertente e immediato che stava cercando. Pertanto, decise di finanziare il progetto, assumendo Sakurai in qualità di produttore, progettatore e direttore artistico. Il team di programmatori di HAL Laboratory, che comprendeva, tra gli altri, Satoru Iwata, affrontò alcune difficoltà. Ad esempio, a causa delle limitazioni del Game Boy, dovettero assegnare delle coordinate di movimento a ogni singolo nemico. Tuttavia, grazie a questo procedimento, si ottennero delle animazioni più fluide.
Lo sprite semplice e tondeggiante di Kirby doveva essere soltanto temporaneo, utile solo a testare i movimenti del personaggio all'interno del gioco, ma Sakurai e il team se ne affezionarono a tal punto da adottarlo come definitivo, reputando anche che la sua forma circolare avrebbe permesso a tutti di disegnarlo con facilità, dato che «quando qualcuno ama davvero un personaggio, gli piace disegnarlo nel proprio quaderno».
Il personaggio venne chiamato inizialmente Popopo (ポ ポ ポ?), e il gioco Twinkle Popopo (テ ィ ン ク ル ・ ポ ポ?, Tinkuru Popo), ma Nintendo voleva qualcosa di diverso; allora la squadra di sviluppo, che guardava al mercato statunitense, incaricò la divisione Nintendo of America di stilare un elenco di nomi che potessero catturare l'attenzione del pubblico occidentale: tra essi figuravano «Gasper» e, per l'appunto, «Kirby», che convinse particolarmente Sakurai. Questi non ricorda esattamente da dove lo avessero ricavato; secondo alcune fonti sarebbe un tributo all'avvocato John Kirby, che nel 1984 aveva vinto la causa tra la Universal City Studio e Nintendo nella faida intercorsa tra Donkey Kong e King Kong, per altre si tratterebbe di un riferimento alla Kirby Company, azienda che commercializzava aspirapolveri. Il gioco venne ribattezzato Hoshi no Kirby (星のカービィ?, Hoshi no Kābī), titolo che venne successivamente riutilizzato per il nome giapponese della serie anime di Kirby realizzata nel 2001.
Il colore del personaggio fu deciso solo successivamente: Sakurai voleva che fosse rosa, sebbene Shigeru Miyamoto avesse ritenuto che dovesse essere giallo. La Nintendo optò per la prima scelta, ma lo schermo monocromatico del Game Boy non permetteva la colorazione. Questo portò all'equivoco che generò l'illustrazione di un Kirby totalmente bianco nella copertina dell'edizione americana di Kirby's Dream Land.
Iwata affermò che la squadra di sviluppo aveva inizialmente molte idee sulle abilità di Kirby, ma alla fine ne vennero implementate soltanto due: l'aspirazione dell'aria e dei nemici. La prima serviva per lenire la frustrazione provocata in molti videogiochi dove il personaggio giocante moriva cadendo in un baratro, mentre la seconda dall'esigenza di poter fronteggiare con facilità gli avversari. Il livello di difficoltà molto basso fu una scelta concertata di tutti i membri di HAL Laboratory, poiché l'obiettivo era quello di consentire anche ai bambini più piccoli di completare il gioco.

## Distribuzione e conversioni

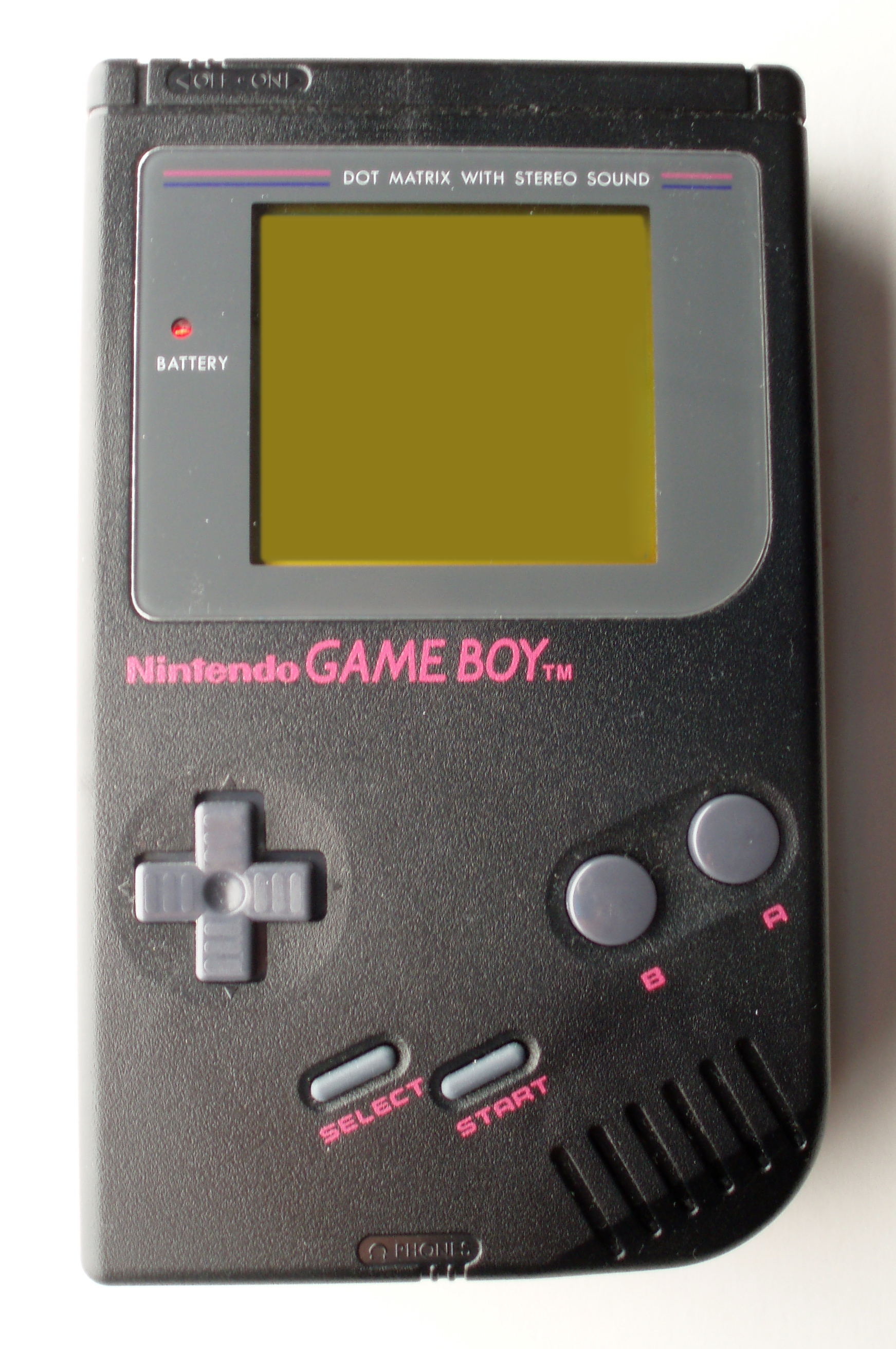
Un Game Boy, prima console su cui uscì Kirby's Dream Land

Kirby's Dream Land uscì per Game Boy il 27 aprile 1992 in Giappone, nel suo titolo originale  (星のカービィ?, Hoshi no Kābī), mentre il primo agosto dello stesso anno in America del Nord e il 3 agosto in Europa. Nel 2011 venne riedito sul Nintendo eShop del Nintendo 3DS il 7 giugno in madrepatria e il 30 giugno in Europa e in Nord America.
Nel 2012 il gioco venne portato su console Wii come parte dell'antologia Kirby's Dream Collection, realizzata per celebrare il ventesimo anniversario della nascita di Kirby e pubblicata il 19 luglio in Giappone e il 16 settembre in tutto il resto del mondo.

## Accoglienza
| Testata                           | Giudizio |
| --------------------------------- | -------- |
| GameRankings (media al 9-12-2019) | 62,22%   |
| Aktueller Software Markt          | 10/12    |
| AllGame                           | 4/5      |
| Banzzaï                           | 91%      |
| Computer+Videogiochi              | 86%      |
| Consoles +                        | 85%      |
| Electric Playground               | 7/10     |
| Famitsū                           | 22/40    |
| Game Pro                          | 4,5/5    |
| Hobby Consolas                    | 55%      |
| IGN                               | 8/10     |
| Joypad                            | 96%      |
| Joystick                          | 96%      |
| Nintendo Life                     | 7/10     |
| Nintendo Power                    | 3,57     |
| Player One                        | 96%      |
| Pocket Gamer                      | 2,5/5    |
| Power Play                        | 72%      |
| Super Power                       | 95/100   |
| Video Games                       | 70%      |

All'epoca della sua uscita, Kirby's Dream Land ricevette un'accoglienza generalmente positiva da parte della stampa specializzata, la quale tuttavia fu concorde nel lamentare una difficoltà eccessivamente bassa: il sito aggregatore GameRankings registra al 2019 una percentuale di gradimento del 62,22%, basata su nove recensioni, e lo colloca al 17º posto della lista dei migliori titoli per Game Boy.
In un articolo retrospettivo sulla serie Kirby, il Nintendo Team di IGN ritenne il titolo un platform decente, ma alquanto basilare rispetto ai capitoli successivi. Consoles + ritenne che la semplicità del gameplay «funzioni perfettamente», con i mondi «abbastanza grandi da tenere [il giocatore] sulle spine per un po'» e le stanze segrete «numerose», e in più giudicò pulita la grafica e i personaggi efficaci nel «riflettere perfettamente» l'universo onirico in cui si trovano; indicò come unica pecca la facilità, la quale però «non impedisce al gioco di essere interessante e di meritare attenzione». Anche Jonathan Wahlgren di Nintendo Life definì il prodotto buono, ma «troppo elementare». Nadia Oxford di 1UP.com apprezzò la meccanica di gioco, che stimò come unica e innovativa nel mondo dei platform, similmente a Nintendo Power, che la trovò ricca di varietà, e a Super Power, che ritenne l'opera in grado di competere con il coevo Super Mario Land 2: 6 Golden Coins. Game Pro scrisse che gli elementi grafici sono dettagliati, Kirby un «personaggio irresistibilmente carino» e il concetto alla base del titolo «rinfrescante» per il panorama videoludico. Joshua Crystal di Allgame definì l'opera un «grande videogioco per i principianti e per quelli che apprezzano un'esperienza divertente, ma breve» e Joypad «un gioco platform folle, pieno di nemici e originalità», con un sistema di combattimento originale e divertente ma dalla facilità sconcertante. Della stessa idea Banzzaï, che di fatto vide come lati positivi «una buona grafica, un'idea originale e un'animazione folle» e come punto negativo la difficoltà molto bassa. Gerald Villoria, Brian Altano e Ryan Scott di GameSpy giudicarono il videogioco «elementare», se confrontato con quelli a venire della saga, aggiungendo che il fatto che il protagonista fosse in grado di volare eliminava il senso di pericolo; ciononostante per loro contribuì a rinnovare il genere dei videogiochi a piattaforme. George e Bob, redattori di Nintendo Power, furono concordi nel commentarlo: George affermò che fosse davvero spassoso, grazie ai comandi e all'efficace idea di base, mentre Bob scrisse che era solo all'apparenza semplice, ma che presentava una discreta sfida anche per i giocatori più esperti.
La colonna sonora fu un elemento spesso apprezzato dai critici: Brett Elston di GamesRadar elogiò in particolare il tema del boss finale, Joystick la giudicò «carina» e «accattivante» (come l'animazione) e GamePro in grado di supportare adeguatamente l'azione.
Ben Reeves di Game Informer definì Kirby's Dream Land il 14° miglior titolo per Game Boy. Lo staff di GamesRadar lo inserì, assieme al suo sequel, tra i giochi desiderati nella Virtual Console del Nintendo 3DS, così come Lucas M. Thomas e Craig Harris di IGN, i quali in più aggiunsero che erano i personaggi come Kirby ad essere i veri protagonisti del Game Boy, piuttosto che altri già affermati al tempo come Link, Mario, Samus Aran e Pit.
Nel suo libro Writing for Video Game Genres: From FPS to RPG (2009), Wendy Despain citò il gioco come esempio principe per illustrare che i primi titoli platform seguivano tutti un medesimo schema, vale a dire un protagonista che deve raggiungere il cattivo per risolvere un problema. Nel 2012, Craig Harris e Lucas M. Thomas di IGN lo indicarono come uno dei videogiochi che avrebbero voluto vedere su Nintendo DSI.

### Versione per Nintendo 3DS
La riedizione su Nintendo 3DS venne piuttosto ben accolta dai critici, che ne apprezzarono la semplicità, nonostante i numerosi miglioramenti apportati dai seguiti. IGN rimarcò la brevità del titolo di «soli cinque livelli» e l'assenza delle abilità che sarebbero diventate il marchio di fabbrica del personaggio, come assorbire i poteri di un nemico (implementato infatti soltanto nel secondo capitolo, Kirby's Adventure). Nintendo Life evidenziò ancora una volta il basso livello di difficoltà e definì il gioco una «passeggiata».

### Vendite
Il 28 maggio 1995, Kirby's Dream Land registrò circa 1,3 milioni di copie acquistate, risultando il quarto gioco per Game Boy più venduto dell'anno. Gamasutra nel maggio 2010 e Jeuxvideo.com nell'aprile 2011 dichiararono che aveva totalizzato una vendita per più di 5 milioni di unità, divenendo il prodotto di HAL Laboratory di maggior successo commerciale negli anni novanta.

## Seguiti
Kirby's Dream Land fu il primo capitolo di una saga fatta di spin-off e seguiti, la quale, al netto della sua importanza nella storia di Nintendo, non venne mai reputata una serie di punta, al livello di quelle di Mario, Zelda e Metroid. La rivista Retro Gamer a tal proposito scrisse nell'articolo The Complete History of Kirby del 2012 che probabilmente ciò era dovuto alla bassa difficoltà dei titoli, al fatto che il primo capitolo avesse debuttato sul Game Boy piuttosto che su NES o Super Nintendo, alla colonna sonora poco incisiva e ai numerosi giochi cancellati nel corso del tempo.
Il primo sequel vero e proprio fu Kirby's Adventure (1993), per Nintendo Entertainment System, che introdusse la capacità di Kirby di rubare i poteri ai nemici (rimasta poi in tutta la saga), a cui succedettero Kirby's Dream Land 2 (1994), sempre per Game Boy, che invece presentò la possibilità di cavalcare alcuni animali, e Kirby's Dream Land 3 (1995), per SNES. Kirby's Dream Land ispirò inoltre due minigiochi: Brezza leggera, presente sia in Kirby's Fun Pak (1995), uscito su SNES, sia nel suo remake per Nintendo DS, Kirby Super Star Ultra (2008), in cui Kirby deve recuperare tutto il cibo rubato da King Dedede, e Kirby's Blowout Blast, in Kirby: Planet Robobot per Nintendo 3DS (2016), pubblicato come gioco a sé stante nel 2017.
Kirby e King Dedede appaiono come personaggi giocabili nella serie Super Smash Bros., che inoltre presenta alcuni livelli ispirati negli elementi a Kirby's Dream Land: nel primo titolo della serie (1999) è presente il livello "Dream Land", in Super Smash Bros Melee (2001), "Verde Aiuola" e in Super Smash Bros. for Nintendo 3DS (2014) "Dream Land GB", che adotta la visuale di uno schermo del Game Boy.